# Chrysoperla
Chrysoperla  è un genere di Insetti dell'ordine dei Neurotteri (famiglia Chrysopidae), comprendente specie predatrici.

## Descrizione
L'adulto delle Chrysoperla è glicifago; si nutre perciò di liquidi zuccherini. La larva è nuda e non protegge il corpo con spoglie di vittime come avviene in altri generi della famiglia dei Crisopidi.

## Tassonomia
La specie più rappresentativa è Chrysoperla carnea, abbastanza comune in Italia, ma oggetto di allevamento per l'impiego frequente in lotta biologica, soprattutto in coltura protetta.
Altra specie che talora si incontra in alcune regioni italiane (tra cui Sicilia e Sardegna) è Chrysoperla mediterranea.
Altre specie note:
- Chrysoperla lucasina Lacroix
- Chrysoperla pallida Henry, Brooks, Duelli & Johnson
- Chrysoperla agilis Henry, Brooks, Duelli & Johnson
- Chrysoperla zastrowi Esben-Petersen
- Chrysoperla adamsi Henry, Wells, & Pupedis
- Chrysoperla johnsoni Henry, Wells, & Pupedis
- Chrysoperla downesi Smith
- Chrysoperla comanche Banks
- Chrysoperla plorabunda Fitch